# یوسوکه شیمادا
یوسوکه شیمادا (انگلیسی: Yusuke Shimada؛ زادهٔ ۱۹ ژانویهٔ ۱۹۸۲) بازیکن فوتبال اهل ژاپن است.
از باشگاه‌هایی که در آن بازی کرده‌است می‌توان به باشگاه فوتبال گانکون و باشگاه فوتبال ساگان توسو اشاره کرد.